# NGC 834

NGC 834

NGC 834 في الفهرس العام الجديد، هي مجرة، تقع في كوكبة المرأة المسلسلة. اكتشفت في 21 سبتمبر 1786 بواسطة ويليام هيرشل.

## روابط خارجية
- NGC 834 على موقع ويكي سكاي: DSS2, SDSS, GALEX, IRAS, Hydrogen α, X-Ray, Astrophoto, Sky Map, Articles and images